# Гиджак

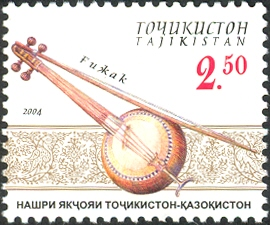
Гиджак (четырёхструнный) на почтовой марке Таджикистана, выпущенной совместно с Казахстаном

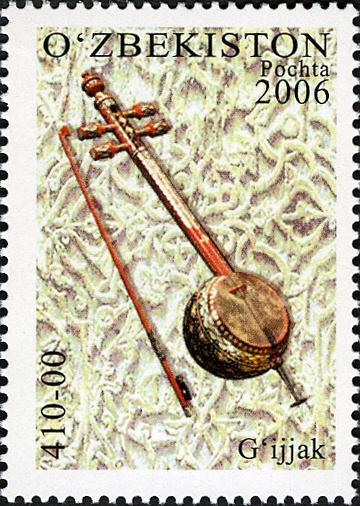
Гиджак на почтовой марке Узбекистана

Гиджа́к (перс. غيژک‎, тадж. ғижжак, ғиҷҷак; кирг. кыяк, туркм. gyjak; узб. g`ijjak, ғижжак) — струнный смычковый инструмент народов Средней Азии (таджиков, туркмен, узбеков, уйгуров,  кыргызов), близкий родственник персидской кеманчи. Корпус инструмента шарообразный (изготавливается из тыквы, крупного ореха, дерева или других материалов) затянутый кожей. Количество струн гиджака непостоянное, чаще всего — три. Строй трёхструнного гиджака квартовый, обычно — es1, as1, des2 (ми-бемоль, ля-бемоль первой октавы, ре-бемоль второй октавы). Диапазон инструмента охватывает около полутора октав.
При игре гиджак держат вертикально, играют смычком, имеющим форму лука. Современные гиджаки имеют четыре струны.
- В 2004 году почта Таджикистана совместно с «Казпочтой» выпустила почтовые марки с изображением народных инструментов «Гиджак» (таджикский) и «Адырна» (казахский).

Гиджак изобрёл средневековый персидский учёный, философ и врач Авиценна в XI веке н. э.
Звук у инструмента яркий, немного гнусавый. Гиджак широко применяется в вокально-инструментальных пьесах разных жанров, дублирует мелодию по принципу гетерофонии.

## История
Самое раннее упоминание о гиджаке содержатся в среднеперсидском литературном памятнике 3-4 веков "Драхт асурик", что переводится как "Ассирийское дерево". Описание инструмента встречаются в трактатах Фараби 10 века, Абд аль-Кадира (Мараги) 14–15 веков, Алишера Навои 15век, а так же Дарвеша Али Чанги 16–17 веков.
Старинные изображения гиджака присутствуют в книжных миниатюрах 15–18 веков.